# Choke (Glee)
Choke es el décimo octavo episodio de la tercera temporada de la serie de televisión Glee.

## Sinopsis
Rachel (Lea Michele) está enfocada en su próxima audición para NYADA, mientras que Kurt (Chris Colfer) tiene dificultades para decidir qué canción llevar a cabo. Rachel le informa que este no es el momento de tomar un riesgo, y lo convence de ir con una canción que él sabe que puede cantar bien. Mientras espera en las alas de su audición, Rachel revela que será una audición para Carmen Tibideaux (Whoopi Goldberg), una artista famosa y exigente.En el último minuto Kurt decide cantar otra canción, algo que él afirma ser "un poco más excéntrico, pero mucho más yo". Tibideaux queda impresionada tanto por su rendimiento como por el riesgo que asumió. Rachel canta una canción que ella ha conocido desde que era una niña, pero se olvida la letra y le pide otra oportunidad. Después de que se tropieza de nuevo en su segundo intento, Carmen pone fin a la audición, dejando a Rachel devastada.
La co entrenadora de las porristas, Roz (Nene Leakes) oye Santana (Naya Rivera) haciendo bromas sobre el origen del ojo negro de la Coach Beiste (Dot-Marie Jones) e informa a las chicas que la violencia doméstica no es un asunto de risa. Ella se une a Sue (Jane Lynch) y Beiste, quien explica que ella fue golpeada, Sue le asigna una canción a las chicas que abarque la violencia doméstica, y las chicas interpretan "Cell Block Tango". Beiste, luego de haber escuchado la interpretación de las chicas le dice Sue y Roz que su marido, Cooter (Eric Bruskotter) en realidad le pegó. Ella explica que ella no quiere dejarlo por miedo a que nadie la amará otra vez; Sue insiste en que Beiste abondone su casa. Beiste revela la verdad sobre su ojo negro a las chicas. Las chicas admiran su coraje, pero Beiste no revela que se ha dado otra oportunidad con Cooter.
Finn (Cory Monteith) está preocupado de que Puck (Mark Salling) no se gradué. Puck le dice a Finn que él sólo tiene que pasar una prueba de geografía europea para graduarse, y que tiene planes de seducir a su maestra para obtener una buena calificación. Sin embargo, ella rechaza sus propuestas, diciéndole que debe estudiar, y Puck decide abandonar los estudios. Más tarde, mientras que Puck empieza la limpieza de piscinas de natación de un cliente, su padre (Thomas Calabro) a quien no ha escuchado en cinco años le pregunta a Puck de dinero para pagar el alquiler. Al darse cuenta de que él no quiere convertirse en su padre Puck les pide ayuda a los miembros del club glee para ayudarle a estudiar. Después de tomar la prueba, se siente confiado acerca de su esfuerzo, sin embargo, él termina desapobrando.

## Producción
El episodio fue dirigido por Michael Uppendahl y escrita por Marti Noxon consultor de producción. Comenzó rodaje el 12 de marzo de 2012, y el primero y el último en grabarse con el anterior y posterior episodios. El episodio anterior, "Dance with Somebody", terminó el 15 de marzo de 2012, mientras que el siguiente episodio, "Prom-asaurus", comenzó a filmarse el 27 de marzo de 2012. "Choke", continuó filmándose el 30 de marzo de 2012, cuando l
tres episodios fueron lanzados al aire .
Whoopi Goldberg aparece en como Carmen Tibideaux mentor de NYADA. Thomas Calabro hace su debut como Choke.Las estrellas invitadas son Sam Evans (Chord Overstreet), Rory Flanagan (Damian McGinty), Sugar Motta (Vanessa Lengies) y Joe Hart (Samuel Larsen), Shannon Beiste (Jones) y Roz Washington (Leakes).
Seis de las ocho canciones se lanzaron como sencillos disponibles en forma de descarga digital. Además, cuenta con las versiones de: "The Rain in Spain" del musical My Fair Lady cantadas por; "Not the Boy Next Door" del musical The Boy from Oz cantada por Colfer; "Cell Block Tango" from the musical Chicago y Florence + the Machine's "Shake It Out", cantada por  Naya Rivera, Amber Riley, Jenna Ushkowitz, Heather Morris y Lengies; "School's Out" de Alice Cooper es interpretada por Salling; y Kelly Clarkson's "Cry" es interpretada por Michele. "School's Out" se incluyen en el álbum Glee: The Music, The Graduation Album.